# 科尔丘拉
科尔丘拉（克罗地亚语：Korčula）是克罗地亚的一座古城，位于亚德里亚海科尔丘拉岛的东岸。2001年，该镇人口 3188人。地理坐标 42°57′N, 17°07′E.
老城的四周环绕着城墙，街道是人字形，允许空气的自由流通格局安排，但又免受强风侵袭。科尔丘拉建在一个海角上，守卫着该岛与大陆之间的狭窄通道。直到18世纪之前，不允许在城墙外建造房屋。木吊桥一直使用到1863年。科尔丘拉那些狭窄的街道全都显著倾斜，除了沿着东南城墙的那条例外。那条街称为“思考之街”，因为可以不用考虑台阶。
小镇的历史古迹，包括中央的罗曼式-哥特式的圣马克主教座堂（建于1801至06年），15世纪的方济各会修道院带有一个美丽的威尼斯哥特式回廊，市议会会议厅，前威尼斯总督府，第15和16世纪本地商人贵族的宫殿，和大规模的城市防御工事。

## 图片

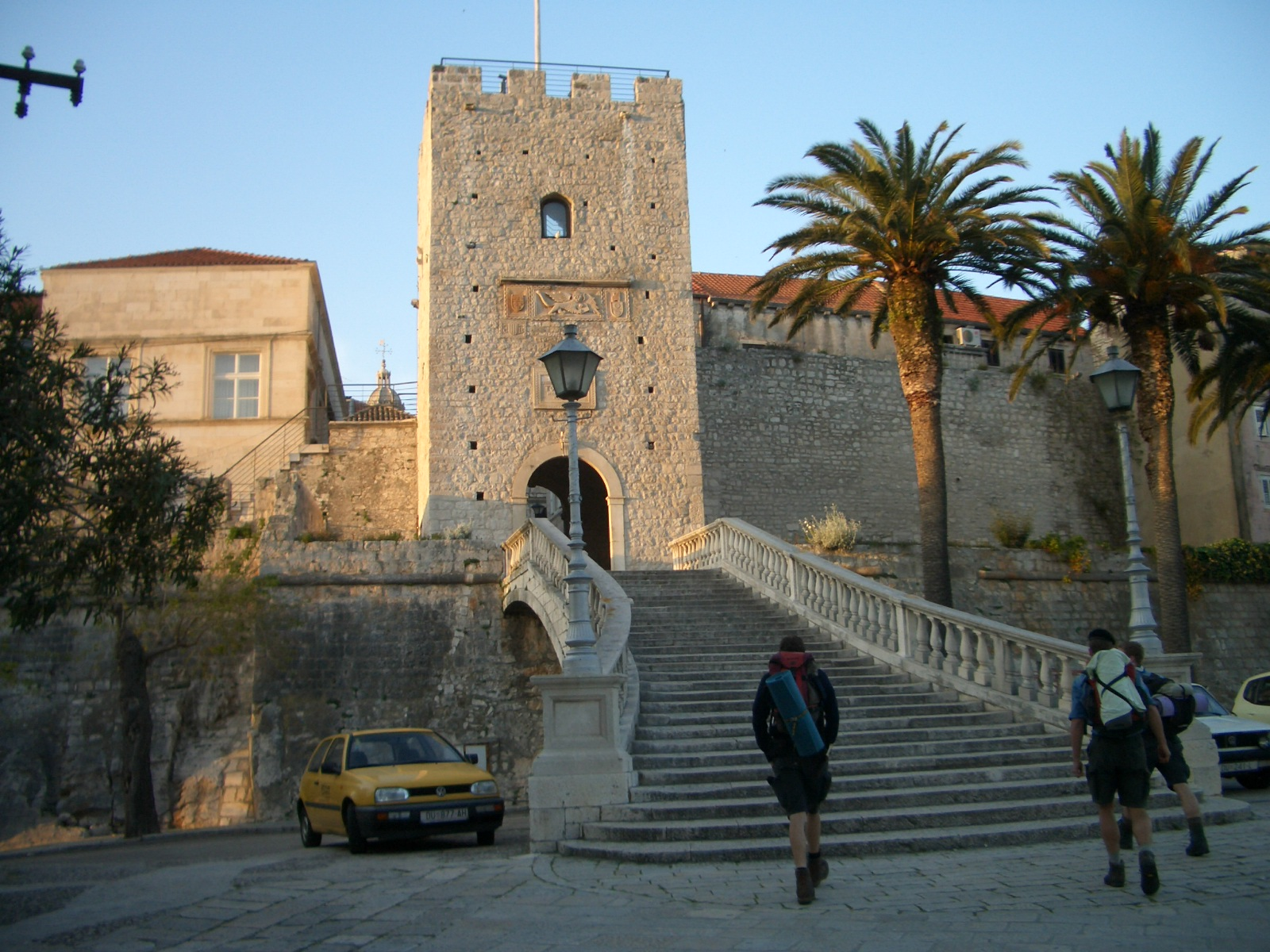
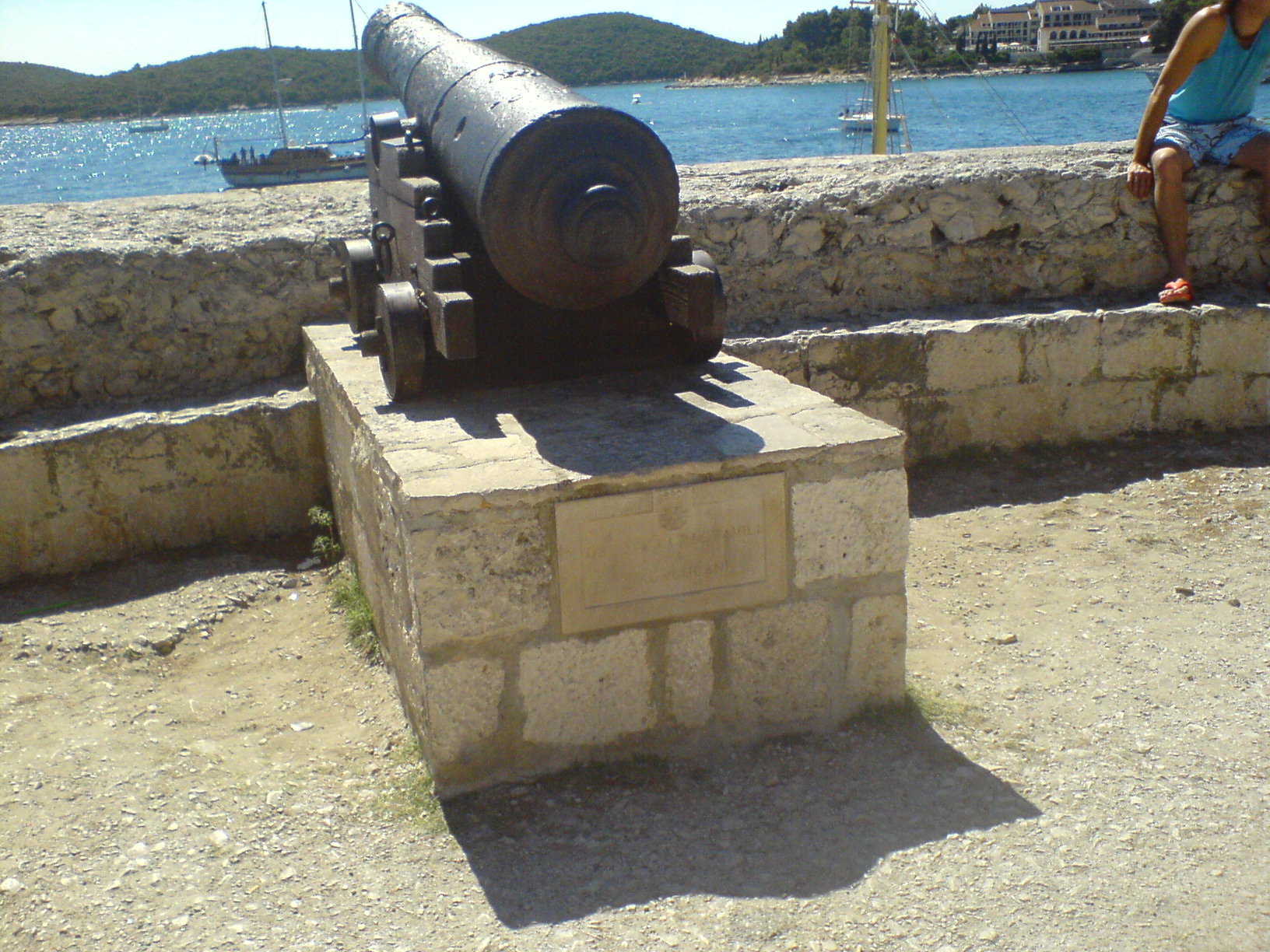
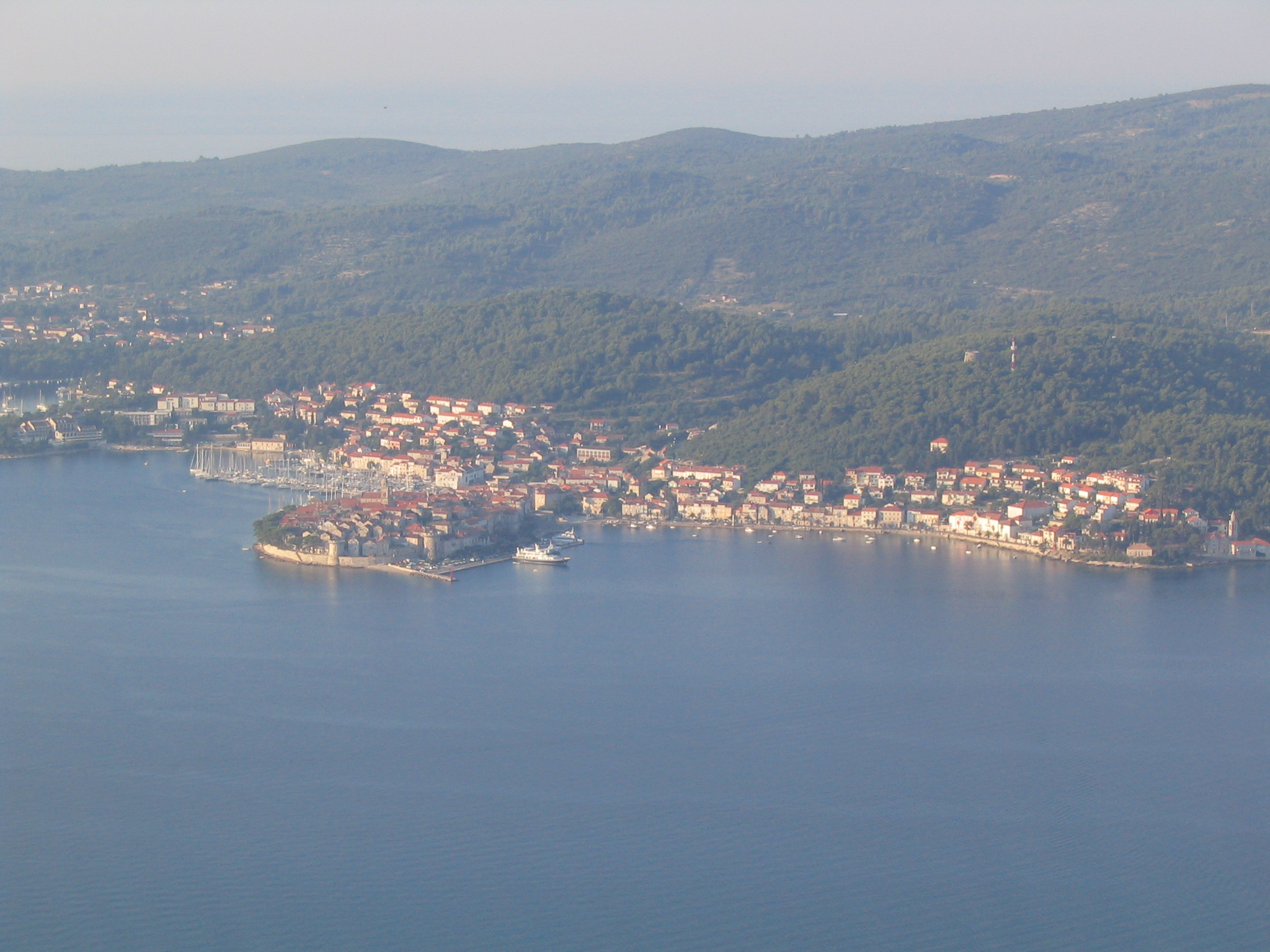
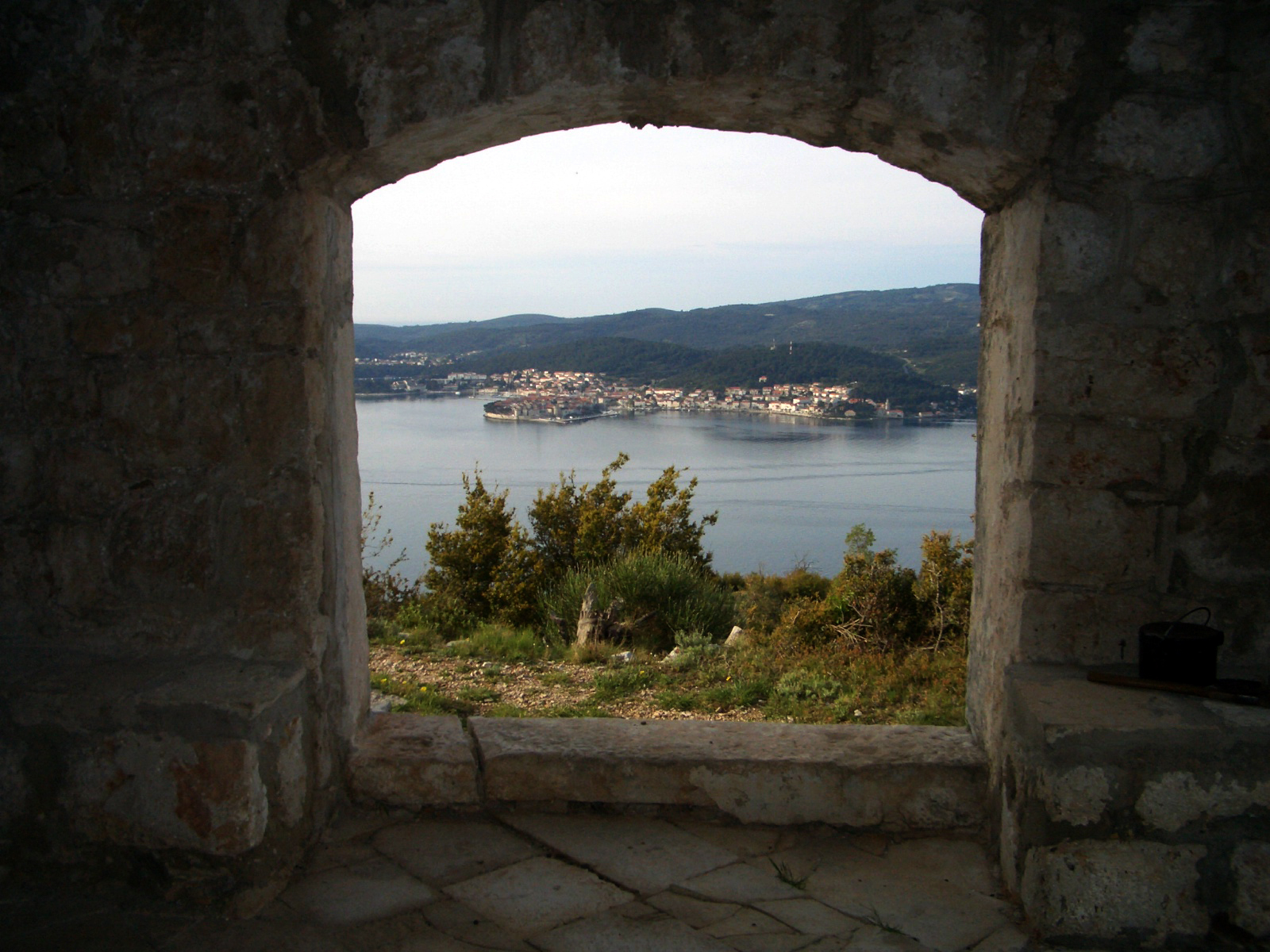
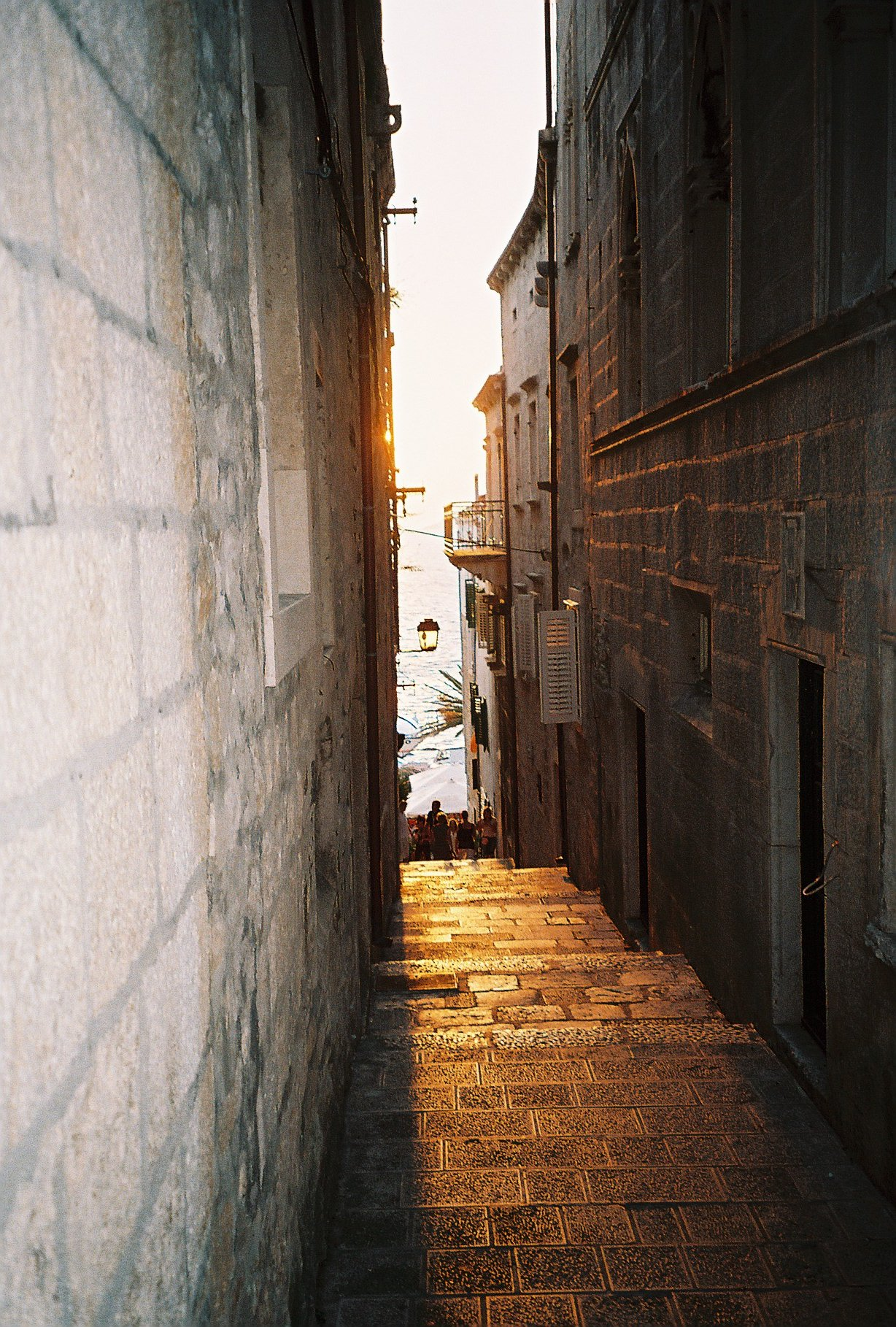
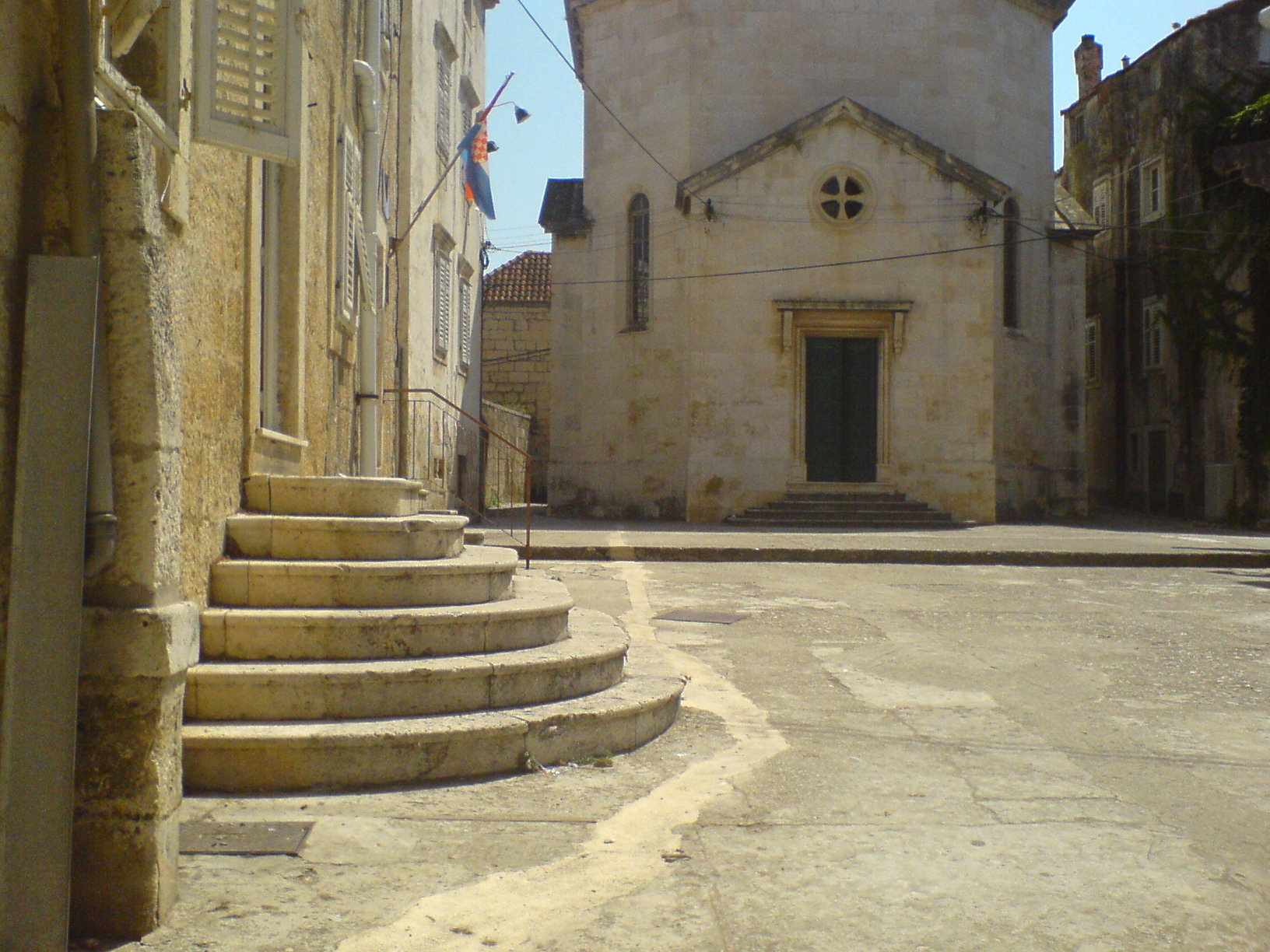
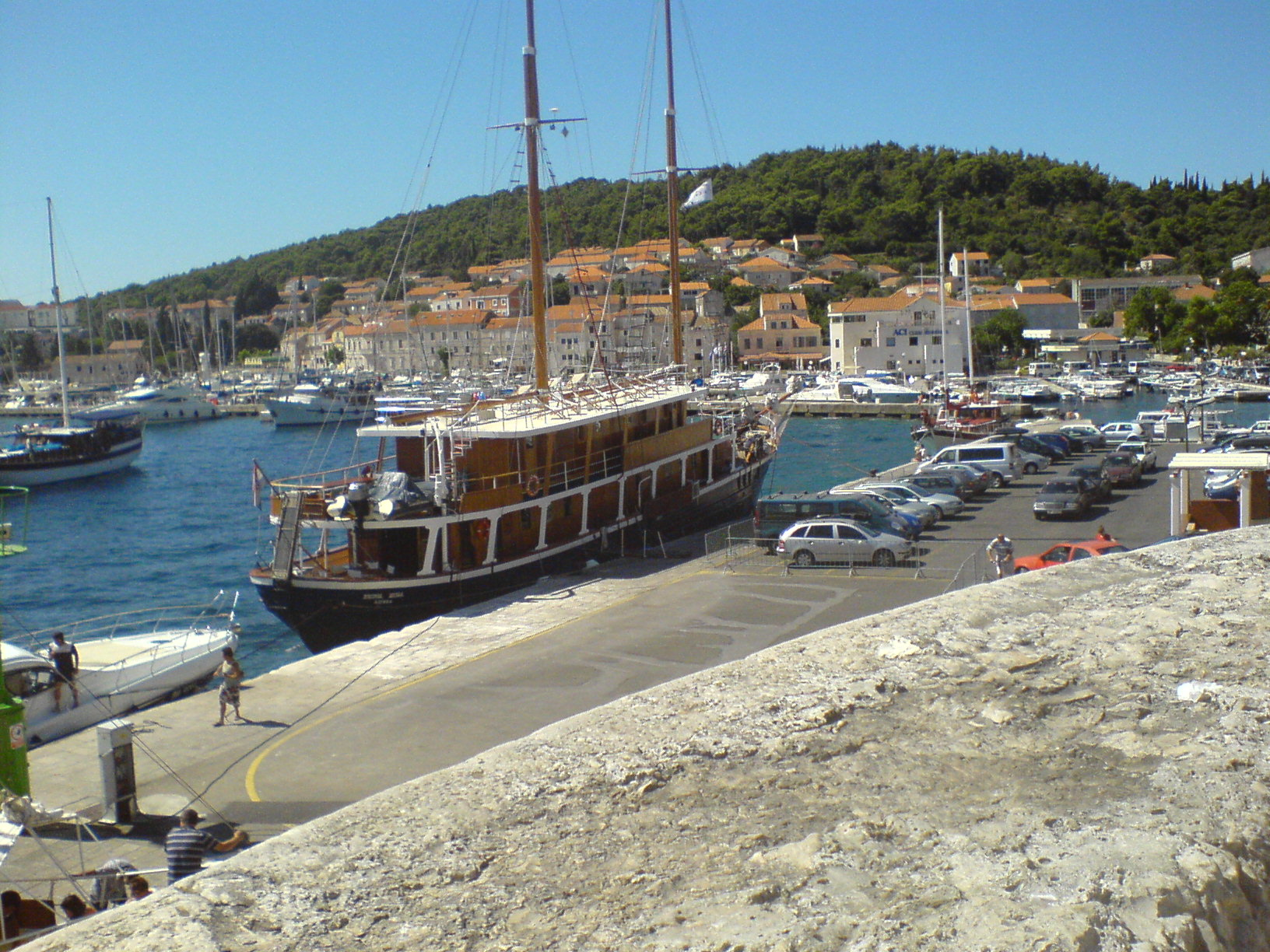
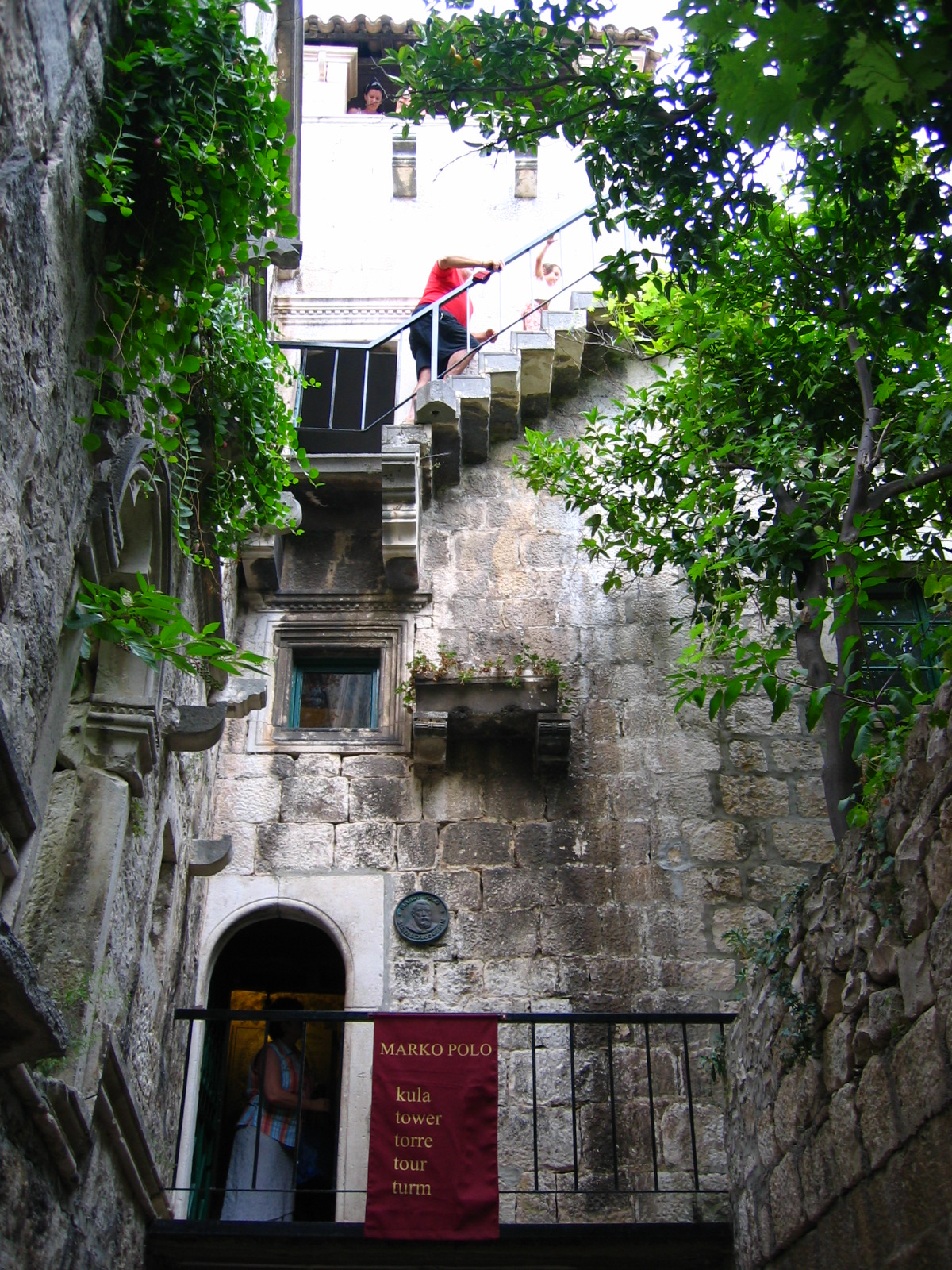
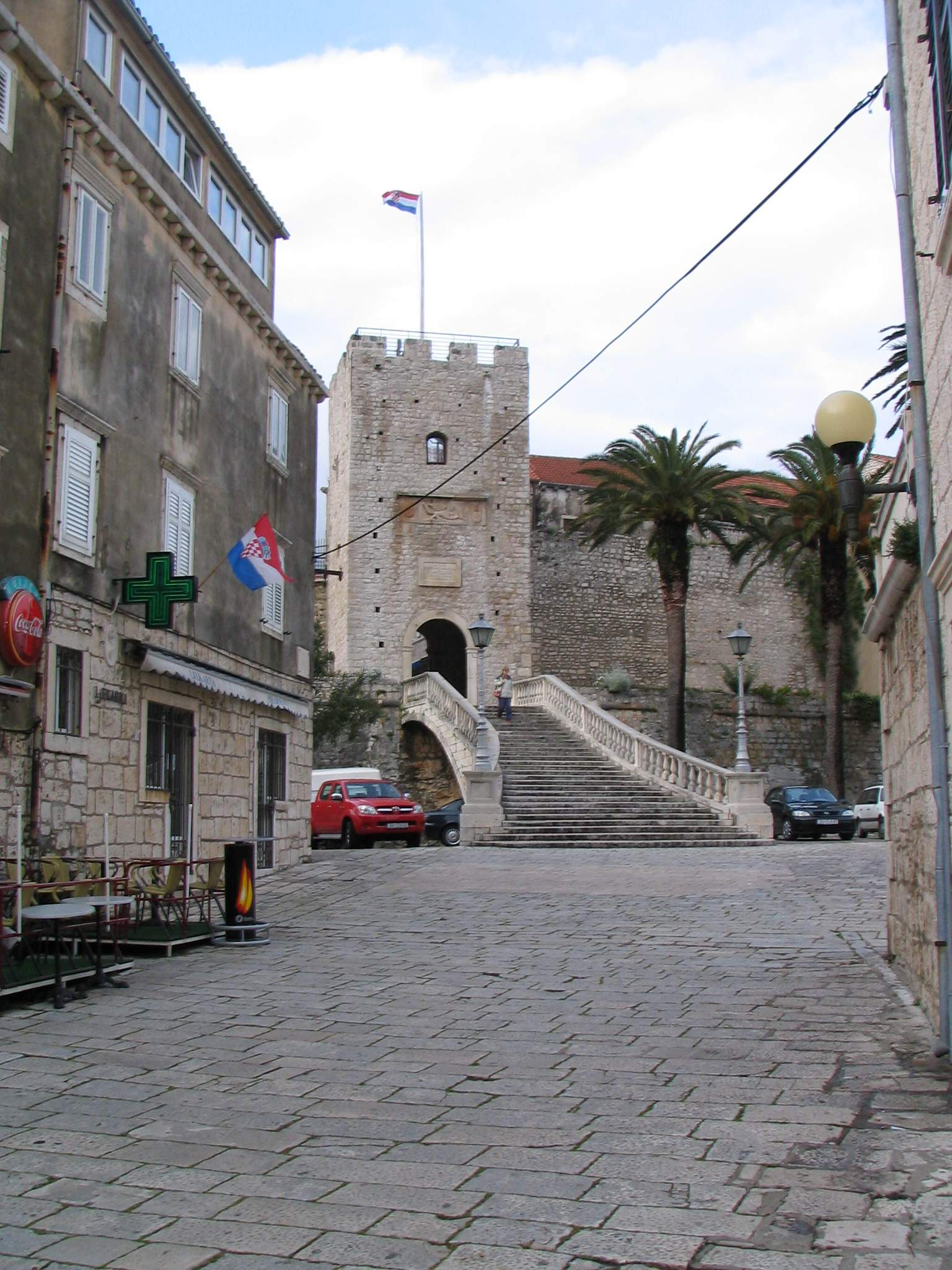
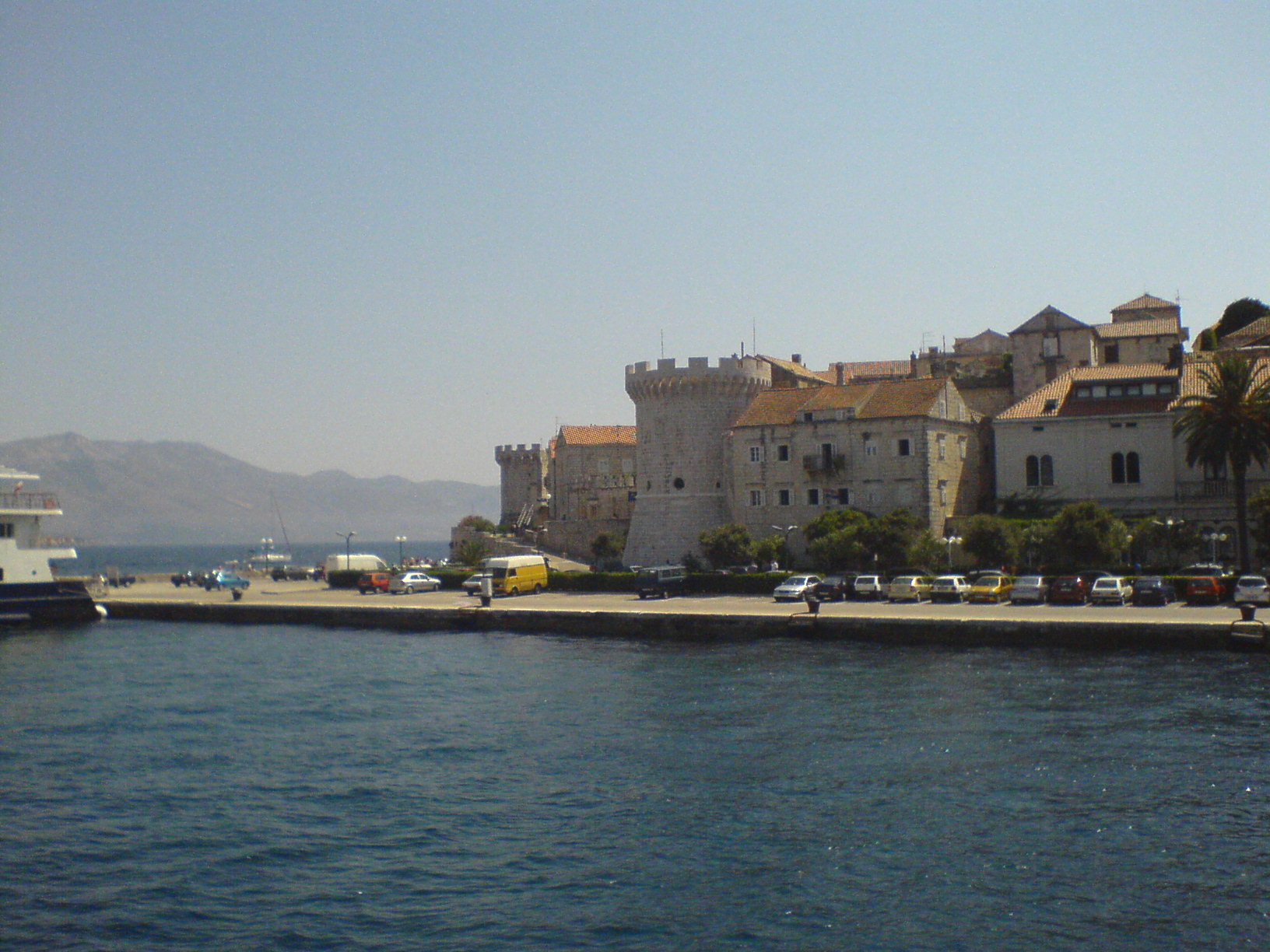
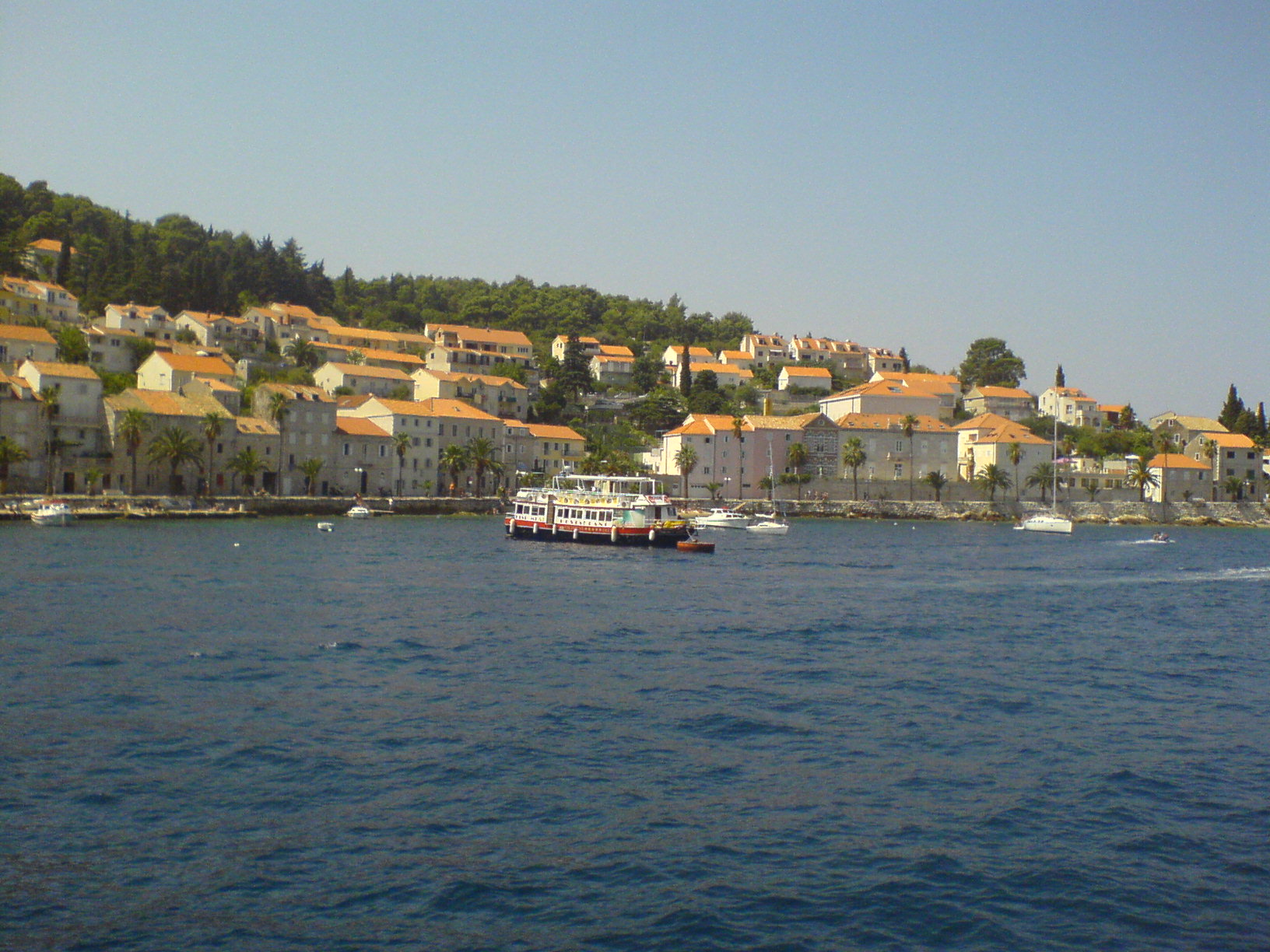
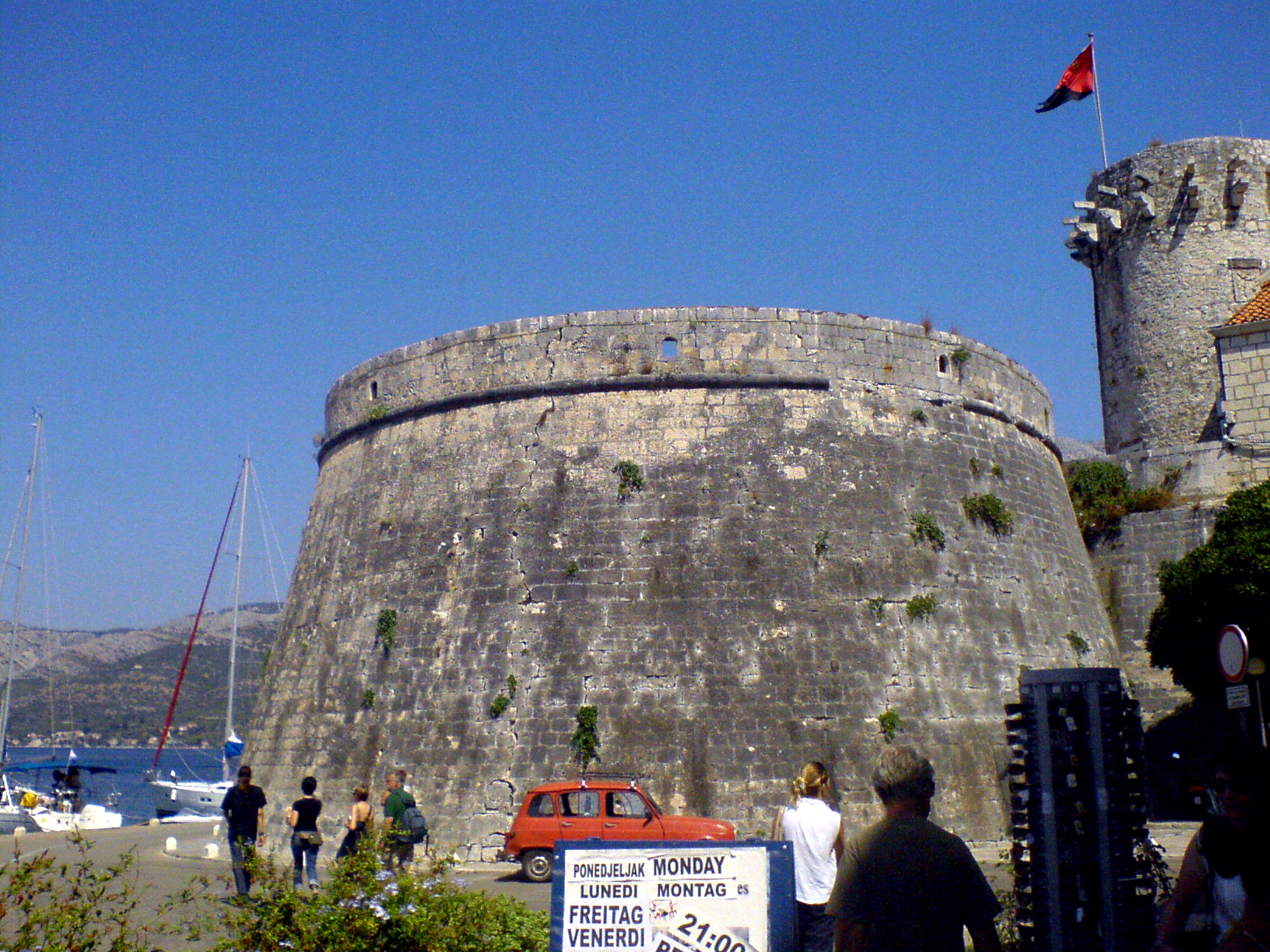